# Randal Kolo Muani
Randal Kolo Muani (Bondy, 5 december 1998) is een Frans-Congolees voetballer die doorgaans speelt als spits. In september 2023 verruilde hij Eintracht Frankfurt voor Paris Saint-Germain. Kolo Muani maakte in 2022 zijn debuut in het Frans voetbalelftal.

## Clubcarrière
Kolo Muani speelde in de jeugd van Villepinte, Tremblay en Torcy, alvorens hij in 2015 werd opgenomen in de jeugdopleiding van FC Nantes. Bij deze club tekende hij in juni 2018 zijn eerste professionele contract. De aanvaller maakte zijn professionele debuut op 30 november 2018, toen in de Ligue 1 met 3–0 verloren werd van Saint-Étienne door doelpunten van Robert Berić, Wahbi Khazri en Timothée Kolodziejczak. Kolo Muani moest van coach Vahid Halilhodžić op de reservebank beginnen en hij mocht drieëntwintig minuten na rust invallen voor Majeed Waris. In de zomer van 2019 werd hij met zes officiële optredens achter zijn naam een jaar gestald bij Boulogne. Na zijn terugkeer kwam hij ook voor het eerst tot scoren op het hoogste niveau. Dat gebeurde op 18 oktober 2020, in het eigen Stade de la Beaujoire tegen Stade Brest. Na zestien minuten opende hij in dat duel de score, waarna Ludovic Blas de voorsprong verdubbelde. Romain Faivre maakte een tegendoelpunt en door een treffer van Kader Bamba won FC Nantes met 3–1. In het seizoen 2020/21 werd Kolo Muani achter Ludovic Blas (elf goals) clubtopscorer met tien goals in veertig wedstrijden. Het seizoen daarop kwam Kolo Muani tot dertien goals en zeven assists kwam.
In maart 2022 tekende de spits een voorcontract bij Eintracht Frankfurt, wat per 1 juli van dat jaar in zou gaan. Dit contract was voor vijf jaar. Op 5 augustus maakte Kolo Muani zijn debuut voor Eintracht Frankfurt in de 1–6 nederlaag tegen regerend landskampioen Bayern München. Wel scoorde Kolo Muani zijn eerste doelpunt voor de club. Op 7 september maakte Kolo Muani tegen Sporting CP zijn debuut in de UEFA Champions League. Op 26 oktober maakte hij tegen Olympique Marseille (2–1 overwinning) zijn eerste Champions League-doelpunt. Voor de WK-break maakte Kolo Muani in drieëntwintig wedstrijden acht goals en gaf hij elf assists, waarvan tien in de Bundesliga. Daarmee stond hij eerste in dat klassement. Hij eindigde het seizoen met vijftien treffers en veertien assists.
Kolo Muani begon ook het seizoen 2023/24 nog bij Eintracht Frankfurt. Hij scoorde in de eerste bekerronde tegen Lokomotive Leipzig en maakte het enige doelpunt van de wedstrijd in de eerste speelronde van de Bundesliga, tegen SV Darmstadt. Toen Paris Saint-Germain interesse toonde, wilde hij echter naar de Franse club. Eintracht Frankfurt wilde hem niet laten gaan, waarna Kolo Muani niet op kwam dagen op de training. Paris Saint-Germain kwam op de laatste dag van de transferperiode terug met een hoger bod. Daarna ging Eintracht Frankfurt alsnog overstag. Kolo Muani leverde de Duitse club vijfenzeventig miljoen euro op, exclusief bonussen. Hij tekende vervolgens voor vijf jaar in Parijs.
Kolo Muani maakte twee competitiegoals in de eerste helft van het seizoen 2024/25. Hierop werd hij in januari 2025 tot het einde van het seizoen verhuurd aan Serie A-club Juventus. Hiervoor betaalde de Italiaanse club een huursom van één miljoen euro, wat nog met 4,6 miljoen euro kon oplopen. Tijdens zijn debuut voor Juventus was de Fransman direct trefzeker, maar ondanks zijn doelpunt werd met 2–1 van Napoli verloren. In de Serie A maakte hij acht doelpunten in zestien wedstrijden. De verhuurperiode werd met een halve maand verlengd vanwege het WK voor clubs, waarbij Kolo Muani aangaf graag nog langer bij Juventus te blijven.

## Clubstatistieken
| Seizoen | Club                | Competitie | Competitie | Competitie | Beker | Beker | Internationaal | Internationaal | Totaal | Totaal |
| Seizoen | Club                | Competitie | Wed.       | Dlp.       | Wed.  | Dlp.  | Wed.           | Dlp.           | Wed.   | Dlp.   |
| ------- | ------------------- | ---------- | ---------- | ---------- | ----- | ----- | -------------- | -------------- | ------ | ------ |
| 2018/19 | FC Nantes           | Ligue 1    | 6          | 0          | 0     | 0     | —              | —              | 6      | 0      |
| 2019/20 | → Boulogne          | National   | 14         | 3          | 0     | 0     | —              | —              | 14     | 3      |
| 2020/21 | FC Nantes           | Ligue 1    | 37         | 9          | 3     | 1     | —              | —              | 40     | 10     |
| 2021/22 | FC Nantes           | Ligue 1    | 36         | 12         | 5     | 1     | —              | —              | 41     | 13     |
| 2022/23 | Eintracht Frankfurt | Bundesliga | 32         | 15         | 6     | 6     | 8              | 2              | 46     | 23     |
| 2023/24 | Eintracht Frankfurt | Bundesliga | 2          | 1          | 1     | 1     | 0              | 0              | 3      | 2      |
| 2023/24 | Paris Saint-Germain | Ligue 1    | 26         | 6          | 4     | 2     | 10             | 1              | 40     | 9      |
| 2024/25 | Paris Saint-Germain | Ligue 1    | 10         | 2          | 0     | 0     | 4              | 0              | 14     | 2      |
| 2024/25 | → Juventus          | Serie A    | 16         | 8          | 1     | 0     | 5              | 2              | 22     | 10     |
| Totaal  | Totaal              | Totaal     | 179        | 56         | 20    | 11    | 27             | 5              | 226    | 72     |

Bijgewerkt op 22 juli 2025.

## Interlandcarrière
Kolo Muani maakte op 22 september 2022 zijn debuut in het Frans voetbalelftal, tijdens een wedstrijd om de UEFA Nations League 2022/23 tegen Oostenrijk. Door doelpunten van Kylian Mbappé en Olivier Giroud wonnen de Fransen met 2–0. Kolo Muani moest van bondscoach Didier Deschamps als wisselspeler aan de wedstrijd beginnen en hij viel in de blessuretijd van de tweede helft in. De andere Franse debutanten dit duel waren Benoît Badiashile en Youssouf Fofana (beiden AS Monaco).
In november 2022 werd Kolo Muani door Deschamps opgeroepen voor de selectie van Frankrijk voor het WK 2022, als vervanger van de geblesseerd geraakt Christopher Nkunku. Op het WK werd Frankrijk tweede nadat de finale verloren werd van Argentinië. Daarvoor werd de groep met Australië, Denemarken en Tunesië overleefd en werden Polen, Engeland en Marokko uitgeschakeld in de knock-outfase. Kolo Muani speelde in drie wedstrijden mee. Tegen Marokko viel hij in en maakte hij met zijn eerste balcontact zijn eerste interlanddoelpunt. In de finale bracht de Argentijnse doelman Emiliano Martínez in de laatste minuut van de verlenging redding op een inzet van Kolo Muani. In de strafschopreeks was hij een van de spelers die zijn strafschop benutte. Zijn toenmalige clubgenoten Jesper Lindstrøm (Denemarken), Mario Götze, Kevin Trapp (bedien Duitsland), Daichi Kamada (Japan), Kristijan Jakić (Kroatië), Djibril Sow (Zwitserland) waren ook actief op het toernooi.
Kolo Muani werd in mei 2024 door Deschamps opgenomen in de Franse selectie voor het EK 2024 in Duitsland. Op het toernooi overleefde Frankrijk de groepsfase door een overwinning op Oostenrijk (0–1) en gelijke spelen tegen Nederland (0–0) en Polen (1–1). Hierna werden achtereenvolgens België (1–0) en Portugal (0–0, winst na strafschoppen) verslagen, voor Spanje in de halve finale met 2–1 te sterk was. Kolo Muani kwam alleen tegen Nederland niet in actie en hij scoorde tegen Spanje. Zijn toenmalige clubgenoten Fabián Ruiz (Spanje), Gianluigi Donnarumma (Italië), Kylian Mbappé, Ousmane Dembélé, Warren Zaïre-Emery, Bradley Barcola (allen eveneens Frankrijk), Milan Škriniar (Slowakije), Gonçalo Ramos, Danilo Pereira, Nuno Mendes en Vitinha (allen Portugal) waren ook actief op het EK.
| Interlands van Randal Kolo Muani voor Frankrijk | Interlands van Randal Kolo Muani voor Frankrijk | Interlands van Randal Kolo Muani voor Frankrijk | Interlands van Randal Kolo Muani voor Frankrijk | Interlands van Randal Kolo Muani voor Frankrijk | Interlands van Randal Kolo Muani voor Frankrijk | Interlands van Randal Kolo Muani voor Frankrijk |
| №                                               | Datum                                           | Wedstrijd                                       | Uitslag                                         | Competitie                                      | Goals                                           |                                                 |
| Als speler bij Eintracht Frankfurt              | Als speler bij Eintracht Frankfurt              | Als speler bij Eintracht Frankfurt              | Als speler bij Eintracht Frankfurt              | Als speler bij Eintracht Frankfurt              | Als speler bij Eintracht Frankfurt              | Als speler bij Eintracht Frankfurt              |
| ----------------------------------------------- | ----------------------------------------------- | ----------------------------------------------- | ----------------------------------------------- | ----------------------------------------------- | ----------------------------------------------- | ----------------------------------------------- |
| 1                                               | 22 september 2022                               | Frankrijk – Oostenrijk                          | 2 – 0                                           | Nations League 2022/23                          |                                                 |                                                 |
| 2                                               | 25 september 2022                               | Denemarken – Frankrijk                          | 2 – 0                                           | Nations League 2022/23                          |                                                 |                                                 |
| 3                                               | 30 november 2022                                | Tunesië – Frankrijk                             | 1 – 0                                           | WK 2022                                         |                                                 |                                                 |
| 4                                               | 14 december 2022                                | Frankrijk – Marokko                             | 2 – 0                                           | WK 2022                                         | 79'                                             |                                                 |
| 5                                               | 18 december 2022                                | Argentinië – Frankrijk                          | 3 – 3 (4 – 2 n.s.)                              | WK 2022                                         |                                                 |                                                 |
| 6                                               | 24 maart 2023                                   | Frankrijk – Nederland                           | 4 – 0                                           | EK 2024 kwalificatie                            |                                                 |                                                 |
| 7                                               | 27 maart 2023                                   | Ierland – Frankrijk                             | 0 – 1                                           | EK 2024 kwalificatie                            |                                                 |                                                 |
| 8                                               | 16 juni 2023                                    | Gibraltar – Frankrijk                           | 0 – 3                                           | EK 2024 kwalificatie                            |                                                 |                                                 |
| 9                                               | 19 juni 2023                                    | Frankrijk – Griekenland                         | 1 – 0                                           | EK 2024 kwalificatie                            |                                                 |                                                 |
| Als speler bij Paris Saint-Germain              |                                                 |                                                 |                                                 |                                                 |                                                 |                                                 |
| 10                                              | 12 september 2023                               | Duitsland – Frankrijk                           | 2 – 1                                           | Vriendschappelijk                               |                                                 |                                                 |
| 11                                              | 13 oktober 2023                                 | Nederland – Frankrijk                           | 1 – 2                                           | EK 2024 kwalificatie                            |                                                 |                                                 |
| 12                                              | 17 oktober 2023                                 | Frankrijk – Schotland                           | 4 – 1                                           | Vriendschappelijk                               |                                                 |                                                 |
| 13                                              | 21 november 2023                                | Griekenland – Frankrijk                         | 2 – 2                                           | EK 2024 kwalificatie                            | 42'                                             |                                                 |
| 14                                              | 23 maart 2024                                   | Frankrijk – Duitsland                           | 0 – 2                                           | Vriendschappelijk                               |                                                 |                                                 |
| 15                                              | 26 maart 2024                                   | Frankrijk – Chili                               | 3 – 2                                           | Vriendschappelijk                               | 25'                                             |                                                 |
| 16                                              | 5 juni 2024                                     | Frankrijk – Luxemburg                           | 3 – 0                                           | Vriendschappelijk                               | 43'                                             |                                                 |
| 17                                              | 9 juni 2024                                     | Frankrijk – Canada                              | 0 – 0                                           | Vriendschappelijk                               |                                                 |                                                 |
| 18                                              | 17 juni 2024                                    | Oostenrijk – Frankrijk                          | 0 – 1                                           | EK 2024                                         |                                                 |                                                 |
| 19                                              | 25 juni 2024                                    | Frankrijk – Polen                               | 1 – 1                                           | EK 2024                                         |                                                 |                                                 |
| 20                                              | 1 juli 2024                                     | Frankrijk – België                              | 1 – 0                                           | EK 2024                                         |                                                 |                                                 |
| 21                                              | 5 juli 2024                                     | Portugal – Frankrijk                            | 0 – 0 (3 – 5 n.s.)                              | EK 2024                                         |                                                 |                                                 |
| 22                                              | 9 juli 2024                                     | Spanje – Frankrijk                              | 2 – 1                                           | EK 2024                                         | 9'                                              |                                                 |
| 23                                              | 9 september 2024                                | Frankrijk – België                              | 2 – 0                                           | Nations League 2024/25                          | 29'                                             |                                                 |
| 24                                              | 10 oktober 2024                                 | Israël – Frankrijk                              | 1 – 4                                           | Nations League 2024/25                          |                                                 |                                                 |
| 25                                              | 14 oktober 2024                                 | België – Frankrijk                              | 1 – 2                                           | Nations League 2024/25                          | 35' (pen.), 62'                                 |                                                 |
| 26                                              | 14 november 2024                                | Frankrijk – Israël                              | 0 – 0                                           | Nations League 2024/25                          |                                                 |                                                 |
| 27                                              | 17 november 2024                                | Italië – Frankrijk                              | 1 – 3                                           | Nations League 2024/25                          |                                                 |                                                 |
| Als speler bij Eintracht Frankfurt              |                                                 |                                                 |                                                 |                                                 |                                                 |                                                 |
| 28                                              | 20 maart 2025                                   | Kroatië – Frankrijk                             | 2 – 0                                           | Nations League 2024/25                          |                                                 |                                                 |
| 29                                              | 23 maart 2025                                   | Frankrijk – Kroatië                             | 2 – 0 (5 – 4 n.s.)                              | Nations League 2024/25                          |                                                 |                                                 |
| 30                                              | 5 juni 2025                                     | Spanje – Frankrijk                              | 5 – 4                                           | Nations League 2024/25                          | 90+3'                                           |                                                 |
| 31                                              | 8 juni 2025                                     | Duitsland – Frankrijk                           | 0 – 2                                           | Nations League 2024/25                          |                                                 |                                                 |

Bijgewerkt op 22 juli 2025.

## Erelijst
| Competitie            |           |           |           |           |
| Competitie            | Aantal    | Jaren     |           |           |
| FC Nantes             | FC Nantes | FC Nantes | FC Nantes | FC Nantes |
| --------------------- | --------- | --------- | --------- | --------- |
| Coupe de France       | 1         | 2021/22   |           |           |
| Paris Saint-Germain   |           |           |           |           |
| Ligue 1               | 1         | 2023/24   |           |           |
| Coupe de France       | 1         | 2021/22   |           |           |
| Trophée des Champions | 1         | 2023      |           |           |